# Стрілецька вулиця (Київ)
Стріле́цька ву́лиця — вулиця в Шевченківському районі міста Києва, місцевість Старий Київ. Пролягає від Великої Житомирської вулиці до вулиці Ярославів Вал.
Прилучаються Рильський провулок, Стрітенська вулиця, Георгіївський провулок і Рейтарська вулиця.

## Історія
Вулиця виникла в другій половині XVII століття, коли після підписання Переяславської угоди 1654 року між Україною та Росією поблизу Софійського собору утворилися Стрілецька та Рейтарська слобідки (збудовані російськими військовими формуваннями — стрільцями та рейтарами). Стрілецька слобода виникла біля фортеці, яку московські воєводи збудували на фундаменті давніх валів княжої доби. Стрільці мали намір торгувати у Києві, проте це викликало невдоволення серед міщан. Київські міщани не дозволяли стрільцям торгувати на Подолі в постійних крамницях. Стрільці ж, щоб утвердитись на Подолі, зайняли рибні озера та міщанські двори.
Під час реконструкції Старий Київ у 30—50-ті роки XIX сторіччя Стрілецька вулиця згадується як прокладена наново. У 1861 році віднесена до вулиць 2-го розряду, на ній дозволялося споруджувати кам'яні будинки по лініях вулиць та дерев'яні — у подвір'ях.

## Установи
На вулиці розташовані:
- Посольство Фінляндії (буд. № 14);
- Посольство Норвегії (буд. № 15);
- Координатор проектів ОБСЄ в Україні (буд. № 16);

## Видатні особи, пов'язані зі Стрілецькою вулицею
У 1881—1883 роках у будинку № 26, та у 1893—1894 роках у будинку № 15 мешкала письменниця та поетеса Леся Українка, в гостях у якої бували М. П. Старицький та М. В. Лисенко. У будинку № 1-А мешкав у 1921 році академік УАН Ф. І. Шміт, архітектор Д. М. Дяченко, у будинку № 4 — педагог Т. Г. Лубенець, у будинку № 28 — художник В. Г. Кричевський.

## Пам'ятники та меморіальні таблиці
На розі Стрілецької та Стрітенської вулиць знаходиться один з численних дерев'яних творів Костянтина Скретуцького — «Балерина».

## Стінопіси (мурали)

### Мурал «Леся Українка»
Стрілецька вулиця, 28
Влітку 2015 року на стіні будинку № 28 створено мурал із зображенням жінки у вишиванці. Автор — австралійський художник Гвідо ван Гелтен, якого на створення роботи надихнув вірш Лесі Українки «Конвалія». 

### Мурал «Час змін»

Мурал під назвою «Час змін» (будинок № 4-6) присвячений патріотичному духу українців, які борються за свободу та світле майбутнє. На роботі Володимира Манжоса з артдуету «Interesni Kazki» зображений шестирукий козак, який веде боротьбу зі змієм, що оповив Землю. 
Цікавою у масштабній роботі є символіка, якою художник наповнив мурал. На малюнку можна побачити такі цікаві деталі, як мавпа з гранатою, підірваний танк із написом «На Київ» та Луцький замок, до якого повертається лелека. 

### Мурал «Гімнастка»
Мурал «Гимнастка» виконаний на бічній стіні житлового будинку № 12 на перетині Стрілецької і Стрітенської вулиць. Автор роботи — австралійський художник Фінтан Магі. На створення твору його надихнула чемпіонка світу з художньої гімнастики і наша співвітчизниця Ганна Різатдінова, з якою художник добре знайомий. Гімнастка зображена в стрибку, втім у повсякденному одязі, так що не обізнаний перехожий навряд чи впізнає на малюнку відому спортсменку. Робота, що з'явилася робота завдяки ініціативі CityArt за підтримки мецената Костянтина Жуковського, тривала майже два тижні та була завершена 13 липня 2015 року.

## Світлини

Мурал «Конвалія» (№ 28)
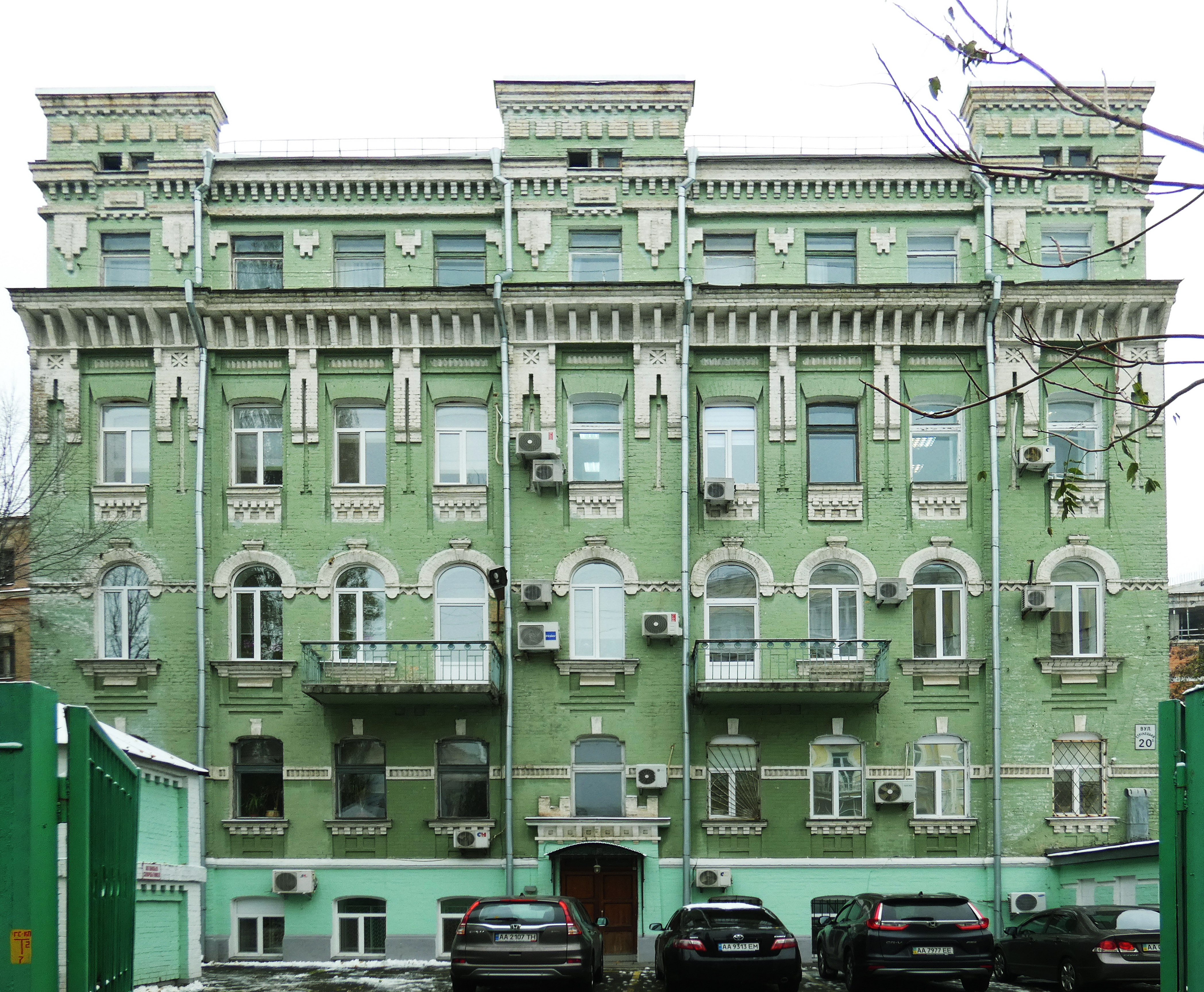
Будинок № 20
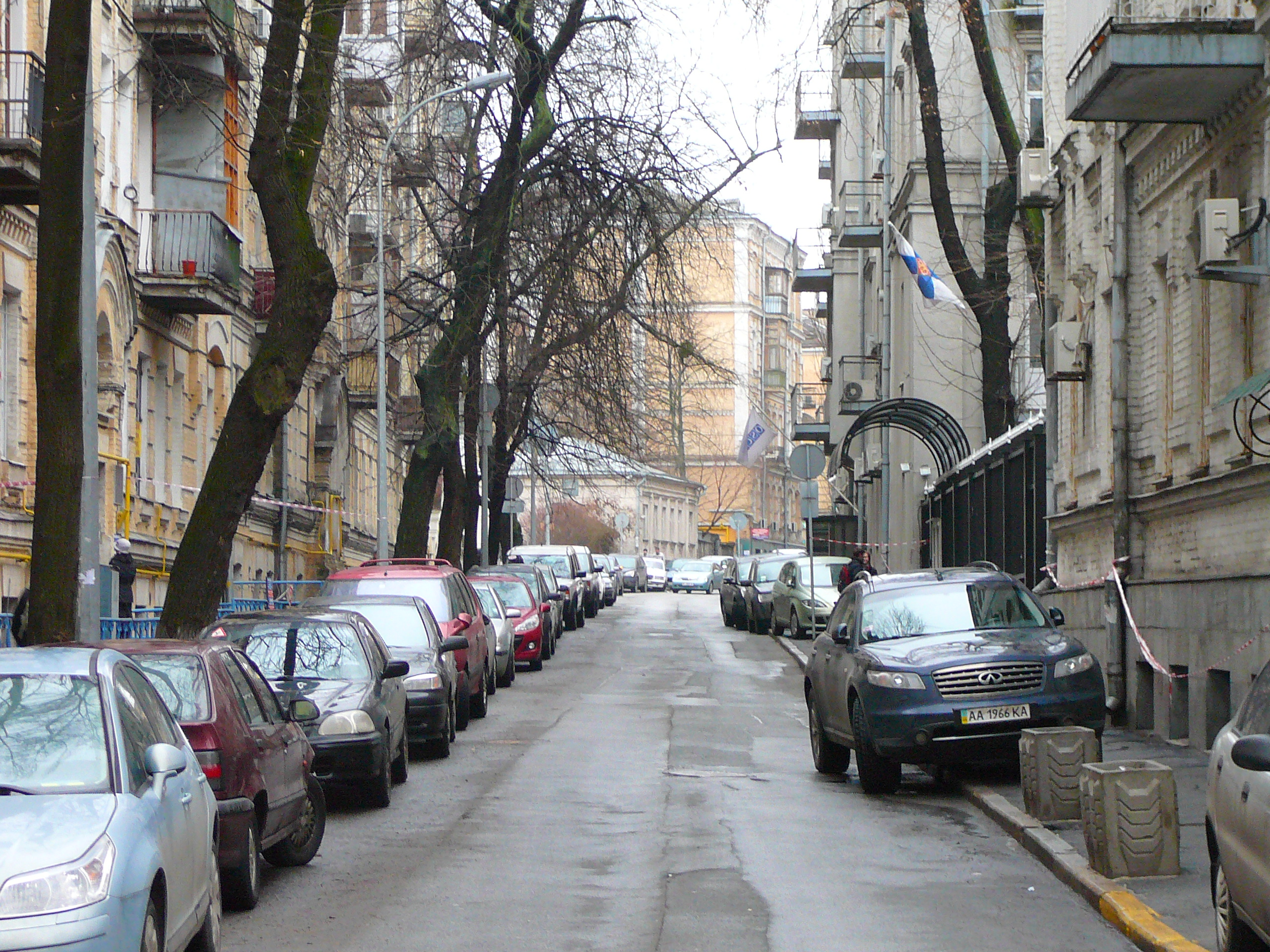
Посольство Фінляндії на Стрілецькій вулиці
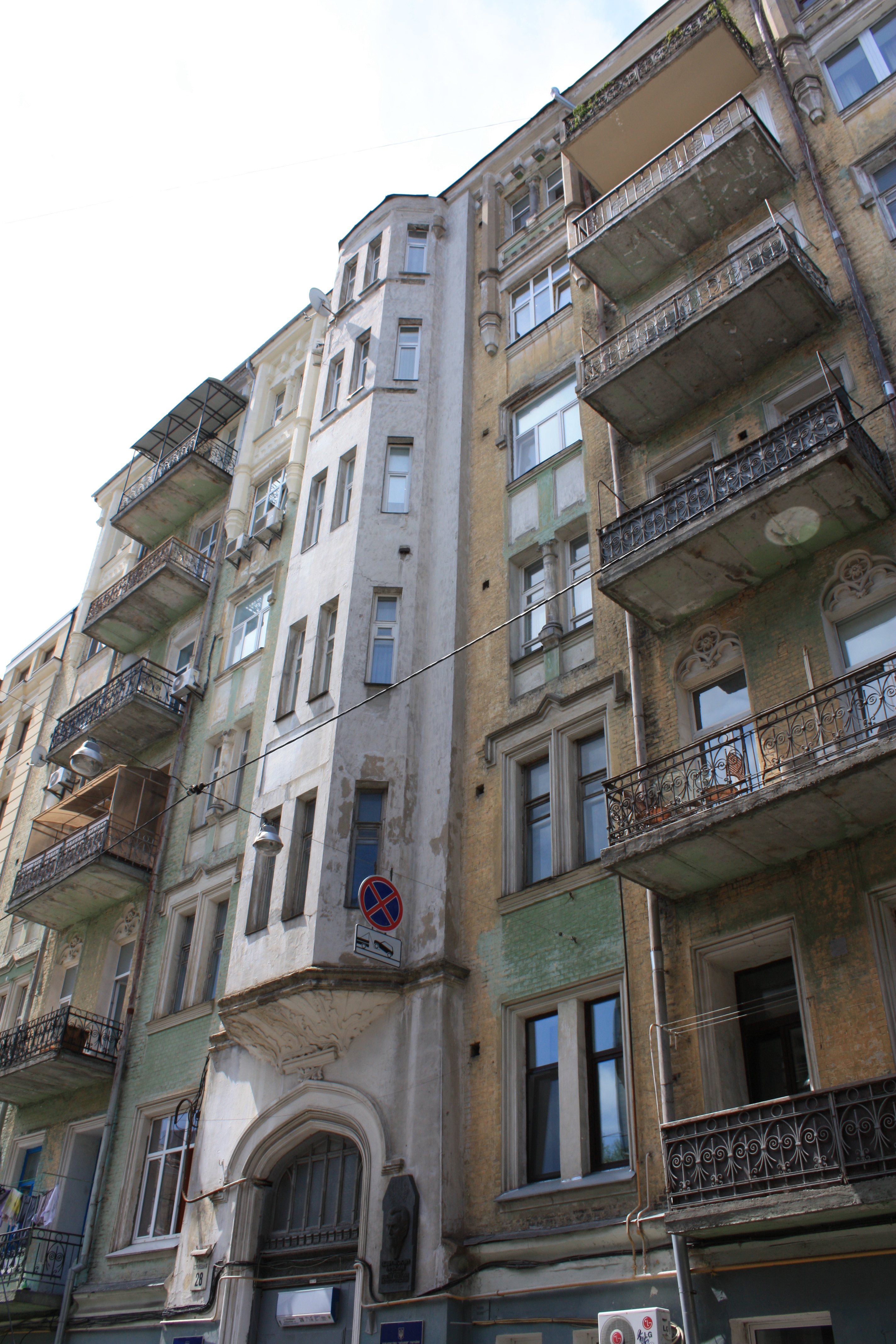
Прибутковий будинок  № 28. Архітектор: Василь Кричевський